# Fumigation au monde
La  fumigation au monde (tibétain : འཛམ་གླིང་སྤྱི་བསངས།, THL : tsamling cisang) est une fête tibétaine se déroulant le quinze du cinquième mois lunaire du calendrier tibétain. Les habitants de Lhassa célèbrent la fête de propitiation des divinités qui est appelée. Ce jour-là, les gens font des fumigations en brûlant du genévrier.
Cette fête est placée au milieu la fête de l'extension des peintures du Bouddha se déroule du 14e au 16e jour du 5e mois lunaire tibétain.